# Baculina
Bacculina – rodzaj głowonogów z wymarłej podgromady amonitów.
Żył w okresie kredy (walanżyn).